# Donald Chamberlin
Donald D. Chamberlin (São José (Califórnia), 1944) é um cientista da computação norte-americano, um dos principais designers da especificação original da linguagem SQL com Raymond Boyce. Também fez contribuições significativas para o desenvolvimento do XQuery.

## Biografia
Donald D. Chamberlin nasceu em São José (Califórnia), Estados Unidos. Depois de frequentar a Campbell High School, estudou engenharia no Harvey Mudd College, onde bacharelou-se. Depois de se formar foi para a Universidade de Stanford, em uma doação da Fundação Nacional de Ciência, onde estudou engenharia elétrica e se formou em ciência da computação. Chamberlin detém uma M. Sc e um doutorado em engenharia elétrica pela Universidade de Stanford. Depois de se formar Chamberlin foi trabalhar para a IBM Research no centro de pesquisa Yorktown Heights, em Nova York, onde ele já tinha tido um estágio de verão.
Chamberlin é, provavelmente, mais conhecido como co-inventor do SQL (Structured Query Language), linguagem do mundo do banco de dados mais utilizados. Desenvolvido em meados dos anos 1970 por Chamberlin e Boyce Raymond, SQL foi a primeira língua comercialmente bem sucedido para bancos de dados relacionais. Chamberlin também foi um dos gestores do Sistema R da IBM do projeto, que produziu a implementação SQL primeira e desenvolveu grande parte da tecnologia da IBM banco de dados relacional. R sistema, juntamente com o projeto Ingres na UC Berkeley, recebeu o prêmio ACM Software System, em 1988. Até sua aposentadoria em 2009, ele foi baseado na Pesquisa Almaden Center. Ele foi nomeado Fellow da IBM em 2003.
Em 2000, juntamente com Jonathan Robie e Daniela Florescu, ele elaborou uma proposta de uma linguagem de consulta XML chamado Quilt. Muitas idéias desta proposta encontra o seu caminho para a especificação da linguagem XQuery, que foi desenvolvido pelo W3C com Chamberlin como editor principal. XQuery tornou-se uma recomendação W3C em janeiro de 2007.
Chamberlin é também um Fellow ACM, IEEE Fellow e membro da Academia Nacional de Engenharia. Em 2005 foi agraciado com um doutoramento honoris causa pela Universidade de Zurique. Ele foi premiado com a bolsa 2009 do Museu de Ciência da Computação pelo seu trabalho fundamental sobre SQL.
Em 1988, Chamberlin foi galardoado com o Prémio ACM Software Sistemas por seu trabalho no Sistema R.